# Aspila florentina
Aspila florentina là một loài bướm đêm trong họ Noctuidae.